# Kristýna Tereza z Löwenstein-Wertheimu-Rochefortu
Kristýna Tereza z Löwenstein-Wertheimu-Rochefortu (německy Christine Therese von Löwenstein-Wertheimu-Rochefort, 12. října 1665, Wertheim – 4. dubna 1730, Rumburk) byla německá a rakouská šlechtična a sňatkem kněžna z Lichtenštejna.

## Život
Narodila se jako dcera Ferdinanda Karla (1616-1672), hraběte z Löwenstein-Wertheim-Rochefortu a jeho manželky hraběnky a lankraběnky Anny Marie z Fürstenbergu (1634–1705), dcery bavorského maršála Egona VIII. z Fürstenbergu a jeho manželky Anny Marie Hohenzollernsko-Hechingenské.
Kristýna Terezie měla starší sourozence Marii Annu (1652–1688), Eleonoru (1653), Ernestinu Barboru (1655–1698), Maxmiliána Karla (1656–1718), Filipa (1657), Emilii Teodoru (1659–1701), Františka Leopolda (1661–1682), Magdalenu (1662), Ferdinanda Heřmana (1662/1663–1684) a Žofii Marii (1664–1736)a mladší sourozence Jana Arnošta (1667–1731), Viléma (1668/1669–1693) a Annu (1671).
Kristýna Tereza z Löwenstein-Wertheimu-Rochefortu byla dvakrát vdaná. Poprvé se provdala v Lipsku v 22. června 1687 za o šest let staršího Albrechta Sasko-Weissenfelského, syna saského vévody Augusta.
Po necelých pěti letech manželství Kristýna Tereza 19. května 1692 ovdověla. Dne 8. května 1695 se v Lovosicích se provdala znovu, za knížete a generála Filipa Erasma z Lichtenštejna, syna Hartmana III. Pár se následně usadil v Praze. Z tohoto druhého svazku Kristýny Terezy a Filipa Erasma se narodili tři synové, mezi nimiž byli budoucí panující knížata Josef Václav I. a Emanuel, otec Františka Josefa I.

### Závěr života
V roce 1704 Kristýna Tereza podruhé ovdověla, když její manžel zemřel na následky zranění utrpěných v bitvě  a zanechal jí 13 559 florinů dluhů. 
Kristýna Tereza z Löwenstein-Wertheimu-Rochefortu svého manžela přežilo téměř o třicet let. 

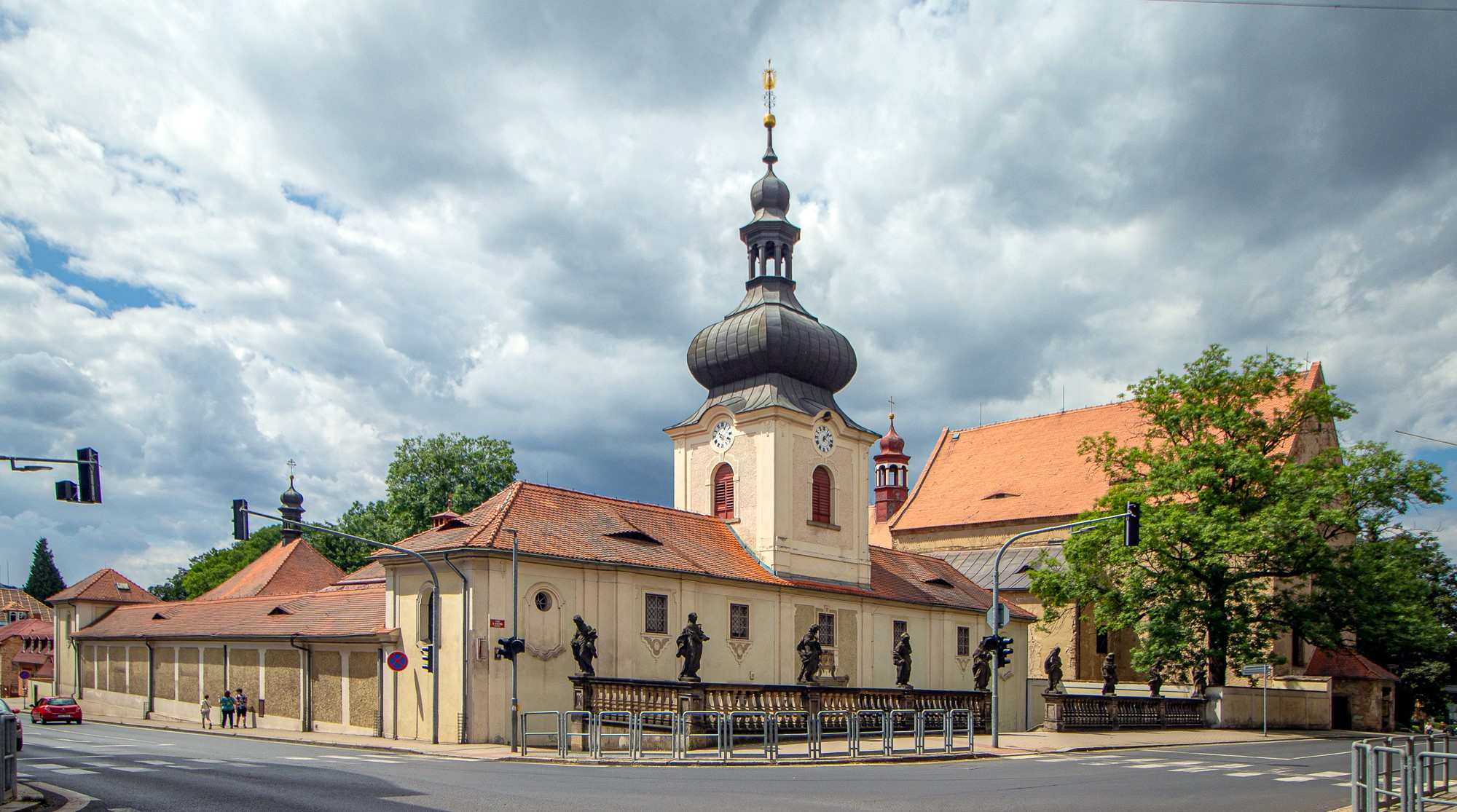
Klášter kapucínů v Rumburku, místo posledního odpočinku Kristýny Terezy.

Zemřela 4. dubna 1730, ve věku 64 let na rodovém zámku v Rumburku a byla pohřbena v tamním klášteře menších bratří kapucínů, který nechal v letech 1683–1690 vystavět Antonín Florián z Lichtenštejna.

#### Manželství a potomstvo
Z prvního manželství Kristýny Terezy s Albrechtem Sasko-Weissenfelským se narodily dvě dcery:
- Anna Kristýna Sasko-Weissenfelská, vévodkyně saská (17. července 1690 – 5. března 1763, Vídeň);
- Marie Augusta Sasko-Weissenfelská, vévodkyně saská (4. února 1692, Wertheim – 15. února 1692 tamtéž).

Z druhého manželství Kristýny Terezy a Filipa Erasma z Lichtenštejna se narodili tři synové, mezi nimiž byli budoucí panující knížata Josef Václav I. a Emanuel, otec Františka Josefa I. Dva ze synů měli děti, (celkem deset synů a osm dcer, tedy celkem tedy osmnáct vnoučat Kristýny Terezy):
- Josef Václav z Lichtenštejna (10. srpna 1696, Praha – 10. února 1772, Vídeň) dne 19. dubna 1718 se oženil se svou sestřenicí Annou Marií z Lichtenštejna.[12] Z jejich manželství se narodilo pět dětí, tři synové a dvě dcery, všechny děti však zemřely ještě v kojeneckém věku:
  - Filip Antonín z Lichtenštejna (*/† 1719);
  - Filip Antonín z Lichtenštejna (*/† 1720);
  - Filip Arnošt z Lichtenštejna (1722–1723);
  - Marie Alžběta z Lichtenštejna (*/† 1724);
  - Marie Alexandra z Lichtenštejna (*/† 1727).
- Emanuel Josef z Lichtenštejna (2. února 1700, Vídeň – 15. ledna 1771 tamtéž), 14. ledna 1726 se ve Vídni oženil s hraběnkou Marií Annou Antonií z Ditrichštejna-Weichselstädtu (1706–1777) [13] a měl s ní třináct dětí, sedm chlapců a šest dívek: [14]
  - František Josef Jan Nepomuk Ondřej z Lichtenštejna (19. listopadu 1726, Milán – 18. srpna 1781);
  - Karel Boromej Michal Josef z Lichtenštejna (20. září 1730, Vídeň – 21. února 1789 tamtéž);
  - Filip Josef František Maria z Lichtenštejna (8. září 1731, Vídeň – 6. května 1757, Praha);
  - Emanuel Josef Baroloměj Antonín z Lichtenštejna (24. srpna 1732, Vídeň – 20. prosince 1738 tamtéž)
  - Jan Josef Simplicius z Lichtenštejna (2. března 1734, Vídeň – 18. února 1781, tamtéž);
  - Antonín Josef Jan Achác z Lichtenštejna (22. června 1735, Vídeň – 6. května 1737 tamtéž);
  - Josef Václav Ladislav z Lichtenštejna (28. června 1736, Vídeň – 20. března 1739 tamtéž);
  - Marie Amálie Zuzana z Lichtenštejna (11. srpna 1737, Vídeň – Milán, 20. října 1787);
  - Marie Anna Terezie z Lichtenštejna (15. října 1738, Vídeň – 29. května 1814 tamtéž), provdaná z Valdštejna;
  - Františka Xaverie Marie z Lichtenštejna (27. listopadu 1739, Vídeň – 17. května 1821 tamtéž), provdaná Kinská;
  - Marie Kristýna Anna z Lichtenštejna (1. září 1741, Vídeň – 30. dubna 1819 tamtéž), provdaná Kinská;
  - Marie Terezie Anna z Lichtenštejna (1. září 1741, Vídeň – 30. června 1766 tamtéž), dvojče předchozí;
  - Josef Leopold Šebestián Emanuel z Lichtenštejna (21. ledna 1743, Vídeň – 31. prosince 1771, Gaja, Indie).
- Jan Antonín Hartman z Lichtenštejna (20. prosince 1702 – 28. března 1724).

Přímí potomci Kristýny Terezie a jejího druhého manžela vládnou v Lichtenštejnském knížectví dodnes, což z nich činí zakladatele větve, která nastoupila po Antonínské linii. 